# Kłodzko
Kłodzko  (prononcé [kwot͡sko] (en allemand : Glatz, en tchèque : Kladsko) est une ville de Pologne qui compte 30 100 habitants (2003). Elle est le chef-lieu d’un district (powiat) qui fait partie de la voïvodie de Basse-Silésie.

## Situation géographique
Kłodzko se situe au sud-ouest de la Pologne, dans une vallée des Sudètes, sur la rivière Nysa Kłodzka, un affluent de l’Oder. C’est un important nœud routier régional.

## Climat
En septembre 2024, Kłodzko se retrouve sous les eaux en raison d'inondations dues à la tempête Boris Les conséquences sont dramatiques dans la ville de Kłodzko et dans la vallée 

## Histoire
Kłodzko est une des plus vieilles villes de Basse-Silésie. Le chanoine tchèque Kosmas la mentionne déjà dans sa chronique en 981. Au début du XIIe siècle, la Pologne et la Bohême se disputent la ville ; en 1114, le duc bohémien Sobieslav incendie la ville. Le château fort est reconstruit sur un rocher la surplombant. Après le traité de paix signé en 1137, Boleslas III Bouche-Torse renonce à ses prétentions sur Kłodzko.
Vers 1250, Kłodzko reçoit les privilèges urbains (droit de Magdebourg). En 1278, elle passe dans les mains des Piasts et est incorporée par Henri IV le Juste au duché de Breslau. Vers 1290, elle est vendue au duché de Schweidnitz-Jauer. En 1301, elle est achetée par le duc de Ziębice. Finalement, la Bohême qui fait partie du Saint-Empire romain germanique rachète la ville en 1334. C’est le début d’une période florissante pour la ville. En 1341, un hôtel de ville est bâti. L’année suivante, une briqueterie ouvre ses portes. En 1366, la ville se dote d’un corps de pompiers. La ville tire profit de sa situation sur la route traversant les Sudètes. Des moines augustins sont invités à s’installer dans la ville. En 1376, la plupart des rues sont pavées. En 1390, un pont en pierres gothique est construit. L’abbaye des Augustins devient un des centres culturels les plus importants de la région. En 1399, un des plus anciens textes en langue polonaise y est rédigé (Psałterz Floriański).
La ville se développe rapidement jusqu’au début des guerres hussites au XVe siècle. Épidémies et inondations se succèdent, un incendie détruit une partie de la ville.
En 1526, Kłodzko devient un fief de la dynastie des Habsbourg. Très vite, la ville alors du nom de Glatz, reprend sa croissance. En 1540, un réseau d’égouts est construit. En 1549, le pavage de toutes les rues est terminé tandis que l’hôtel de ville est rénové. La plupart des maisons entourant la place de la ville sont reconstruites dans un style Renaissance. D’après un recensement réalisé en 1617, Glatz compte environ 1 300 maisons et 7 000 habitants. Pendant la guerre de Trente Ans, la forteresse subit plusieurs sièges. Elle résiste à chaque fois mais la ville est dévastée. 900 des 1 300 maisons sont détruites et la ville perd plus de la moitié de sa population. Après la guerre, les autorités autrichiennes transforment Glatz en une petite ville de garnison avec une forteresse de plus en plus imposante.
Pendant la guerre de Succession d'Autriche, la ville change de main à plusieurs reprises. Finalement, elle est conquise par les Prussiens en 1743 et annexée en 1763. De 1742 à 1945, Glatz est le chef-lieu de l'arrondissement de Glatz dans le district de Breslau au sein de la province de Silésie. La construction de la forteresse se poursuit alors que les habitants, en majorité catholiques, sont persécutés par les nouvelles autorités protestantes. Pendant ce temps, la ville doit supporter les coûts de l’expansion de la forteresse. En 1807, après un long siège, la forteresse est conquise par les Français. Après la chute de Napoléon, Glatz retourne à la Prusse. Ce n’est qu’en 1877 que la ville reprend sa croissance. Certains vieux forts sont démolis, des nouveaux ponts sont construits, des investissements commencent à arriver. La ville est reliée au reste de l’Allemagne par une ligne de chemin de fer. En 1864, une usine à gaz est construite. En 1880, une centrale électrique entre en activité. Les bâtiments le long des rues principales sont reconstruits dans un style néogothique et néo-Renaissance, alors que les murs de la ville et les portes sont démolis. À la fin du XIXe siècle, l’activité touristique commence à se développer dans la région. En 1910, Glatz compte 17 121 habitants dont 13 629 catholiques, 3 324 protestants et 150 juifs. À partir de 1936, les Juifs sont victimes d’actes antisémites et la plupart émigrent. En 1939, il n’en reste plus que 25.
Durant la Seconde Guerre mondiale, la forteresse de Klodzko est transformée en prison. La Gestapo en fait un des lieux de détention les plus cruels de Silésie. Un camp satellite du camp de concentration de Gross-Rosen est également créé à Glatz. La ville n’est pas trop endommagée par la guerre et est prise par l’Armée rouge qui ne rencontre pas beaucoup de résistance. Les nazis font sauter les ponts. Le seul qui résiste est le vieux pont construit en 1390.
Après la capitulation de l’Allemagne, la ville devient polonaise et change de nom. Les Allemands sont presque tous expulsés et sont remplacés par des Polonais expulsés des territoires annexés par l’URSS. Après la guerre, le centre de la ville a été endommagé par des glissements de terrain et des éboulements, provoqués par des effondrements de galeries et d’infrastructures souterraines, qui avaient été oubliées avec le temps.
Aujourd’hui, Kłodzko est devenu un des centres culturels, commerciaux et touristiques des plus importants de Basse-Silésie. Le 15 août 2020, le Dîner en blanc  est organisé dans la cité, pour la première fois en Pologne, et la manifestation s'y tient encore les années suivantes.

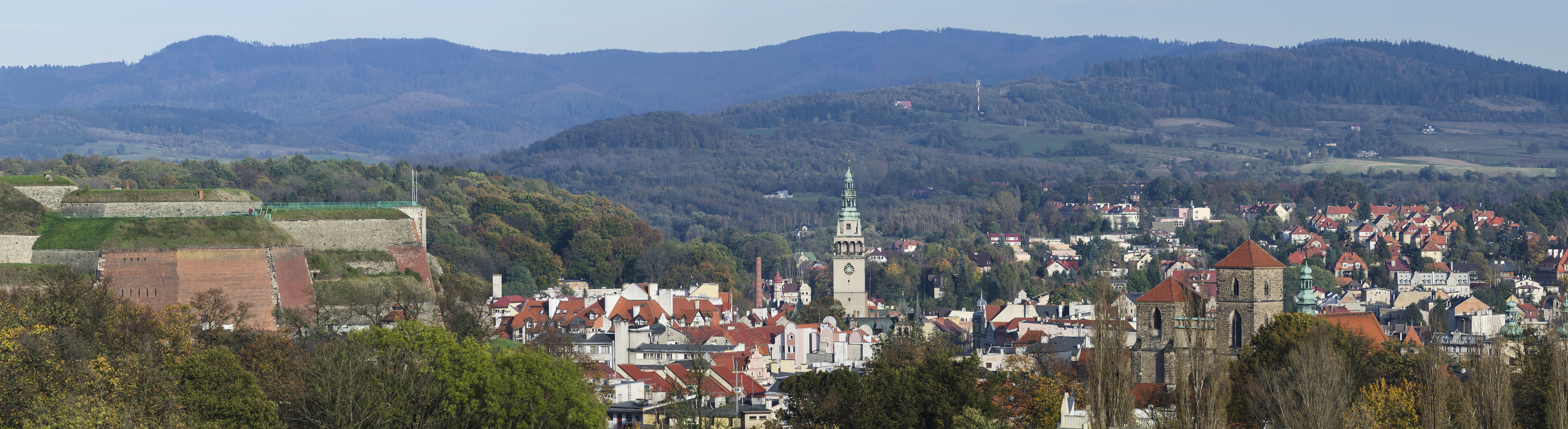
Panorama de Kłodzko.

## Tourisme

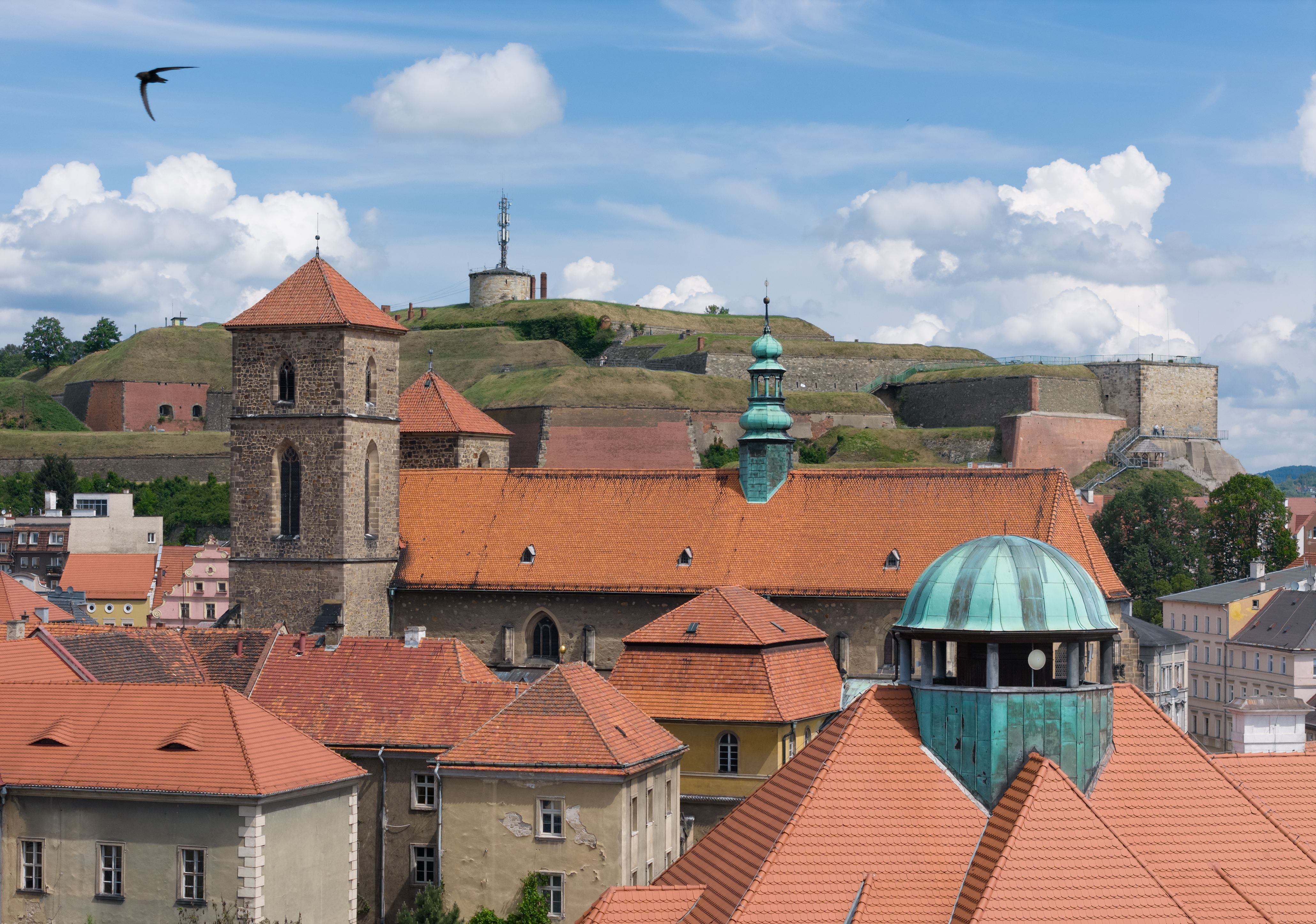
Vue de Kłodzko

Pendant des siècles, la ville a subi des influences étrangères (polonaise, tchèque, et allemande), a accueilli des colons allemands, bohémiens, flamands et a servi de refuge à des adeptes de différentes croyances. L’architecture de la ville a hérité de toutes ces influences.
- La forteresse, taillée dans le rocher, domine la ville. Elle a longtemps servi de prison, notamment pendant la Seconde Guerre mondiale. Des galeries de sape, creusées au XVIIIe siècle, permettaient de déposer des explosifs au pied de la forteresse et décimer de cette façon les assaillants. Ces 44 km de galeries forment un véritable labyrinthe souterrain. Depuis une terrasse, on peut admirer les montagnes qui bordent la vallée de Klodzko.

- La cité historique, avec sa vieille place centrale et ses maisons des XVe et XVIe siècles, ses rues tortueuses, ses escaliers abrupts, ses maisons en pente.

- Le pont Saint-Jean à trois travées, construit en 1390, en style gothique, copie miniature du pont Charles de Prague. Ainsi, il est aussi décoré de six groupes de statues de saints, datant des XVIIe – XVIIIe siècles.

- Un sentier touristique souterrain passant dans une suite de galeries et de caves rénovées.

## Personnalités liées à la ville
- Heinrich Köppen (de) (1822–1883), général

## Jumelages
- Carvin (France)
- Bensheim (Allemagne)
- Fléron (Belgique)
- Náchod (Tchéquie)